# Hazelaarmeeldauw
De hazelaarmeeldauw (Phyllactinia guttata) is een meeldauw die leeft op bladeren van planten uit de families Betulaceae, Fagaceae en Juglandaceae, zoals de Hazelaar. Hij leeft als biotrofe parasiet en komt voor in loofbossen op rijke zandgronden. 

## Kenmerken
Microscopische schimmel. Wit mycelium, soms overvloedig en persistent, soms verdwijnend. Het ontwikkelt zich aan de onderkant van het blad als aparte kolonies. Conidiale sporen laten één voor één los. Ze hebben een ruitvorm en afmetingen van 50 – 90 × 10 – 120 µm. Cleistothecia zijn meestal verspreid op het onderste oppervlak van de bladeren, maar soms in groepen. Ze zijn bolvormig, 160 tot 230 μm in diameter en hebben een onduidelijke interne structuur. Aan de oppervlakte zijn ze bedekt met een netwerk van scheuren en rimpels. Het cleistothecium heeft kenmerkende opgezwollen bases van de borstels. Ook jonge cleistothecium hebben dit kenmerk.
Microscopisch wordt P. guttata gekenmerkt door grote ascomata, lange smalle puntige aanhangsels met bolvormige zwellingen aan de basis, 2- of 3-sporige asci met grote ascosporen; de ascomata hebben ook gelatineuze cellen met plukjes hyfen die enigszins op haren lijken. De cleistothecia zijn in staat tot verspreiding en hechting aan nieuwe groeioppervlakken door middel van gelatineuze penicillaatcellen.

## Waardplanten
Deze soort kan een grote verscheidenheid aan gastheren in veel plantenfamilies infecteren. Voorbeelden zijn soorten uit de Betulaceae-familie (Betula, Carpinus, Corylus, Ostrya), de Fagaceae (Castanea, Fagus, Quercus) en de Juglandaceae (Juglans, Platycarya, Pterocarya). Het wordt ook gevonden op de geslachten Acer, Aesculus, Aralia, Asclepias, Azalea, Buxus, Catalpa, Chionanthus, Cornus, Frangula, Hedera, Humulus, Morus, Paliurus, Populus, Prunus, Rhamnus, Ribes, Salix, Sorbus, Syringa en Ulmus.

## Verspreiding
Het is wijdverspreid in heel Europa en bijna heel Azië (China, Formosa, India, Iran, Japan, Korea, Turkije, USSR). Het wordt ook gevonden in de VS en Canada. In Nederland komt hij vrij zeldzaam voor. Hij is niet bedreigd en staat niet op de rode lijst.

## Uitwerking
Phyllactinia guttata veroorzaakt samen met Erysiphe adunca vergelijkbare effecten bij aangetaste bomen en struiken: verzwakking van planten, afstervende bladeren en hun voortijdige uitval, remming van de ontwikkeling. De herhaalde epidemieën van deze ziekte door de jaren heen verzwakken de plant aanzienlijk en maken hem vatbaar voor aanvallen door andere pathogenen.
Tijdens het groeiseizoen plant het zicht ongeslachtelijk voort via conidia die op de bladeren worden geproduceerd. Ze zijn een bron van secundaire infecties. Cleistothecia worden gevormd aan het einde van het groeiseizoen. Ascosporen die primaire infectie veroorzaken, komen voort uit asci die in het voorjaar op gevallen bladeren overwinteren. Zowel conidia als ascosporen worden door de wind gedragen

## Foto's

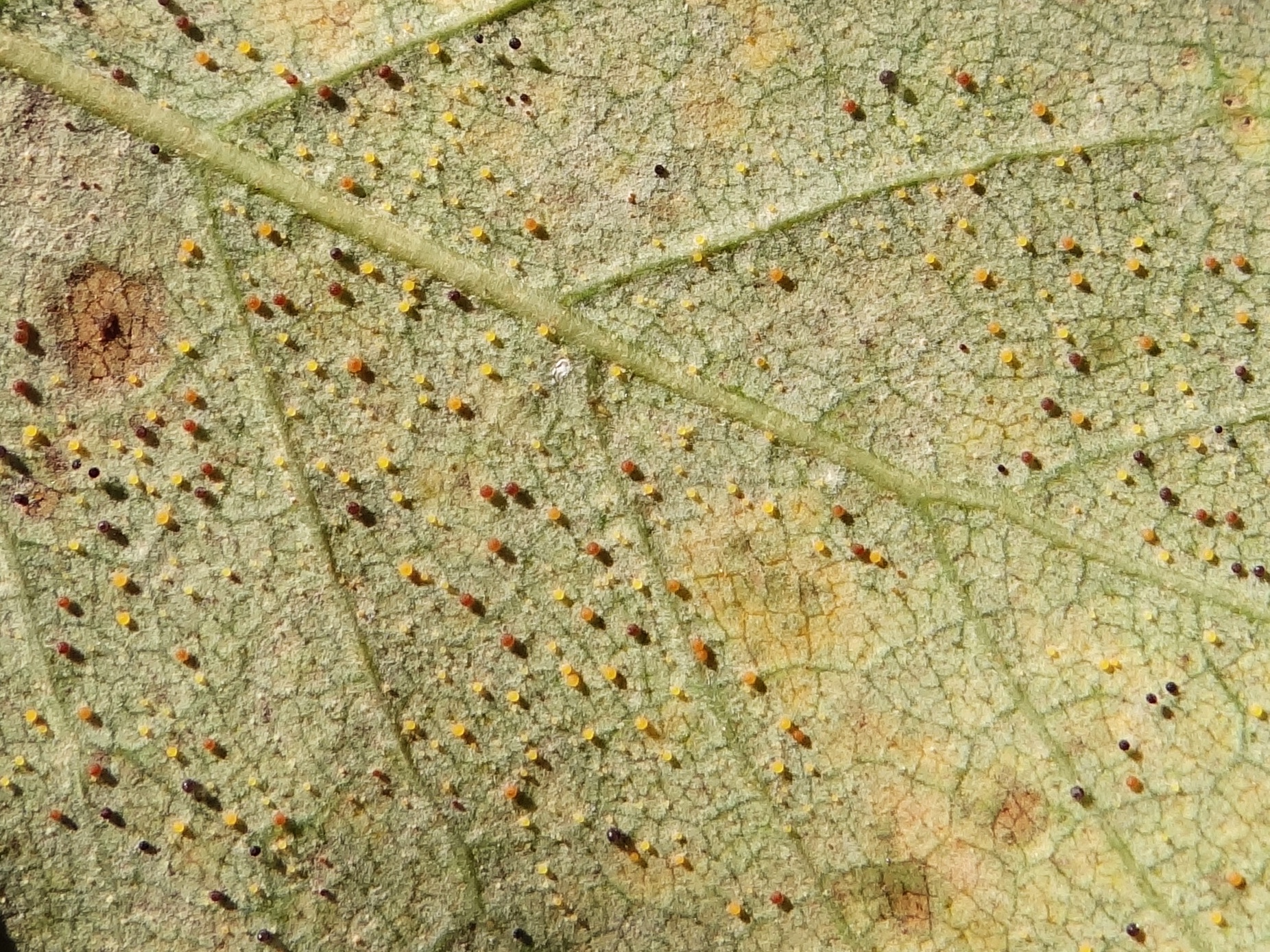
Onderzijde blad
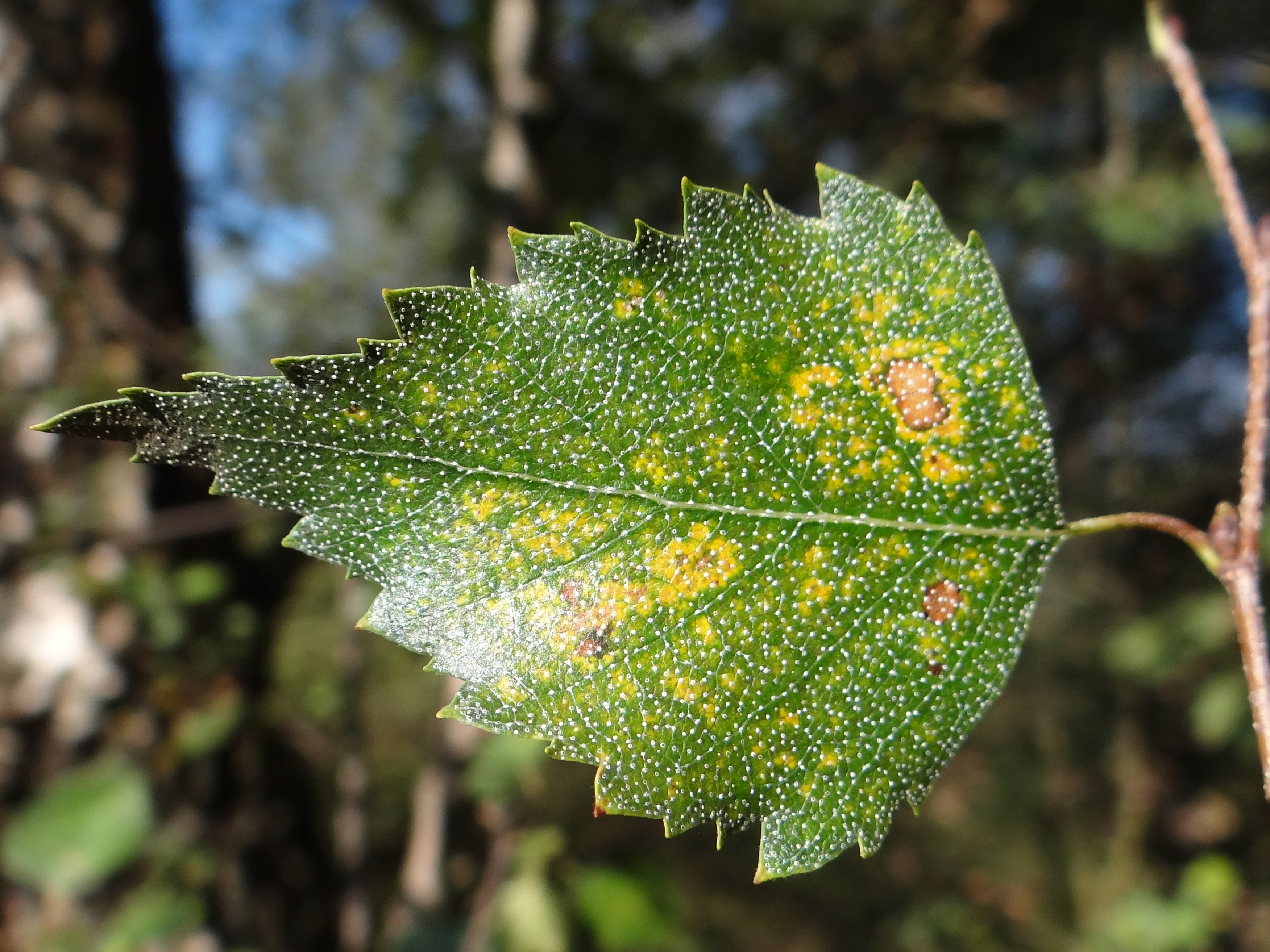
Bovenzijde blad
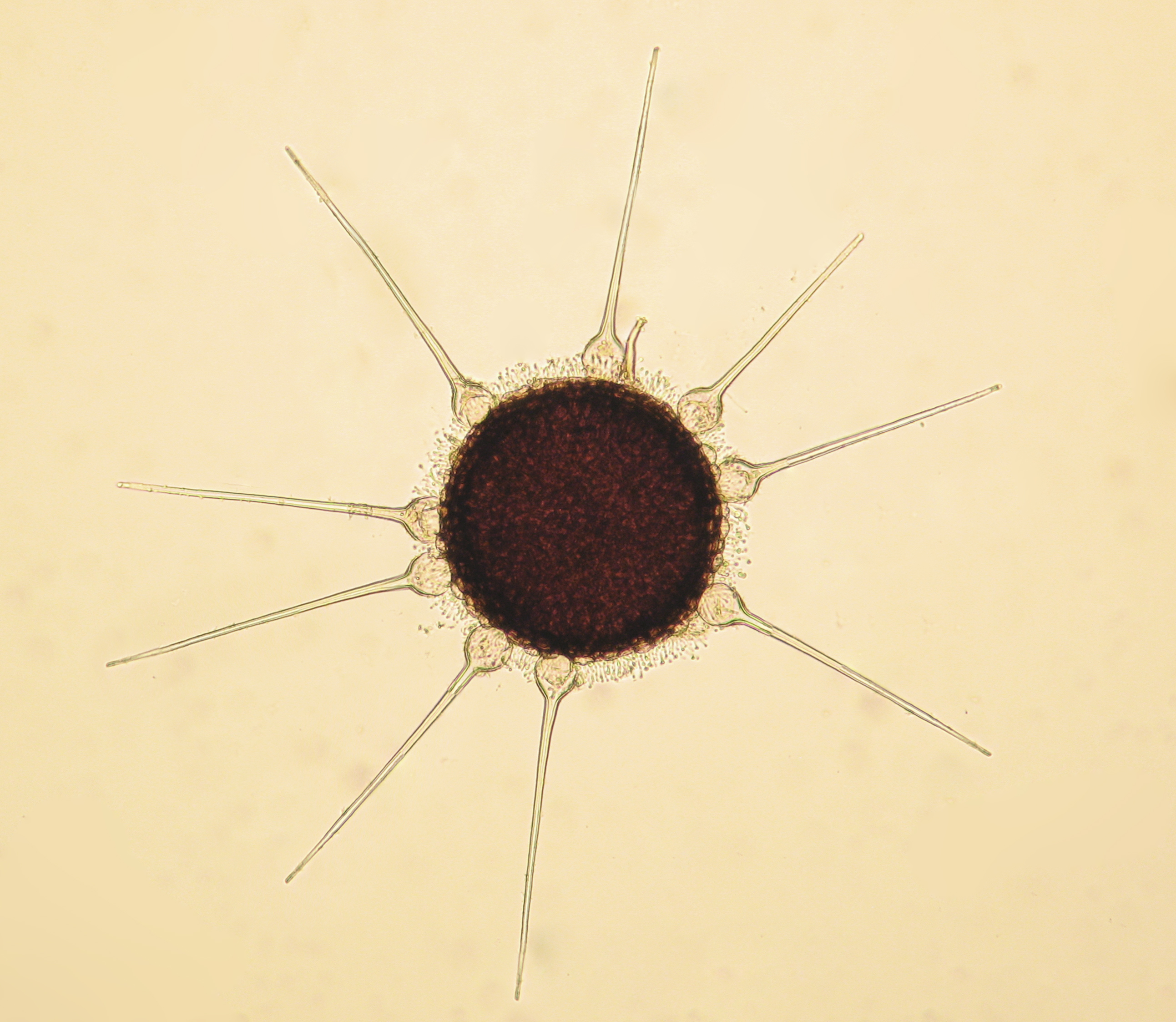
Cleistothecium